# Fasanengarten Iden
Der Fasanengarten Iden ist ein FFH-Gebiet in der Gemeinde Iden im Landkreis Stendal in Sachsen-Anhalt.

## Allgemeines
Das FFH-Gebiet ist circa 62 Hektar groß. Es ist durch die Landesverordnung zur Unterschutzstellung der Natura 2000-Gebiete im Land Sachsen-Anhalt (N2000-LVO LSA) seit dem 21. Dezember 2018 rechtlich gesichert. Zuständige untere Naturschutzbehörde ist der Landkreis Stendal.

## Beschreibung
Das FFH-Gebiet liegt nördlich von Stendal in der Wische im Urstromtal der Elbe. Es umfasst mehrere Grünlandflächen und kleine bewaldete Flächen. Die Grünländer werden von mehreren von Gehölzen gesäumten Gräben durchzogen. Die Wälder sind als Weichholzauwälder mit Gemeiner Esche, Schwarzerle, Stieleiche und Flatterulme und als Eichenwälder mit Stieleiche, Feld- und Flatterulme sowie Gemeiner Esche und Schmalblättriger Esche ausgebildet. Dazu gesellen sich Hainbuche, Winterlinde und Feldahorn sowie Hasel, Eingriffeliger Weißdorn und Hundsrose in der Strauchschicht oder Hartholzauenwälder mit Stieleiche, Gemeiner Esche, Feld- und Flatterulme sowie Rotem Hartriegel, Schlehdorn, Hundsrose und Eingriffeligem Weißdorn in der Strauchschicht. Die Krautschichten werden in den Eichenwäldern von Großer Sternmiere, Buschwindröschen, Waldzwenke, Echter Nelkenwurz, Waldziest, Waldbingelkraut, Waldflattergras und Hainrispengras und in den Hartholzauwäldern von Giersch, Riesenschwingel, Echtem Mädesüß und Rohrglanzgras gebildet. Die Wälder verfügen über einen hohen Altholzanteil.
Das Gebiet ist Lebensraum unter anderem für die Fledermausarten Breitflügelfledermaus, Fransenfledermaus, Wasserfledermaus und Zwergfledermaus. Für Vorkommen des Eremits gab es Nachweise. Möglicherweise ist das Vorkommen aber erloschen.
Das FFH-Gebiet grenzt im Osten an die Ortslage von Iden und nach Norden an die Landesstraße 9, von der es durch einen Graben getrennt ist. Nach Südosten und Südwesten wird das FFH-Gebiet ebenfalls von Gräben begrenzt.